# ルージア
ルージア（伊: Lusia）は、イタリア共和国ヴェネト州ロヴィーゴ県にある、人口約3,300人の基礎自治体（コムーネ）。

## 地理

### 位置・広がり

#### 隣接コムーネ
隣接するコムーネは以下の通り。括弧内のPDはパドヴァ県所属を示す。
- バルボーナ (PD)
- レンディナーラ
- ロヴィーゴ
- サントゥルバーノ (PD)
- ヴィッラノーヴァ・デル・ゲッボ

### 気候分類・地震分類
ルージアにおけるイタリアの気候分類 (it) および度日は、zona E, 2410 GGである。
また、イタリアの地震リスク階級 (it) では、zona 3 (sismicità bassa) に分類される。

## 行政

### 分離集落
ルージアには以下の分離集落（フラツィオーネ）がある。
- Bornio, Ca' Morosini, Ca' Zen, Cavazzana